# Liste de films gabonais
Ci-dessous une liste des films produits par le cinéma gabonais. Cette liste est probablement incomplète.
Pour une liste alphabétique des films gabonais voir Catégorie:Film gabonais.

## Liste chronologique
- Les Terres d'or (1925)
- La Cage (1962)
- Où vas-tu, Koumba? (1971)
- Identité (1972)
- Il était une fois Libreville (1972)
- Les tam-tams se sont tus (1972)
- Obali (1976)
- Ayouma (1978)
- Demain un jour nouveau (1979)
- Carte postale sur Port-Gentil (1979)
- Ilombe (1979)
- Okoumé bois national (1980)
- Profile de l'Ogooue maritime (1982)
- Équateur (1983)
- L'Erable et l'okoumé (1983)
- Le Grand Blanc de Lambaréné (1995)
- Le Damier (1996)
- Dôlé (2000)
- Dupa-amiaza unui tortionar (2001)
- Djogo (2002)
- Cours toujours, tu m'intéresses (2003)
- Le Silence de la forêt (2003)
- Le Divorce (2008)
- Ndjamena City (2008)
- Les Nouvelles Écritures de soi (documentaire, 2010)
- The Rhythm Of My Life: Ismael Sankara (2011)
- Le Prix de la trahison (2015)
- L'Africain qui voulait voler (2016)
- Le Silence des femmes (2021)
- Celui qui soigne Muganga (2024)